# Руэслоттен, Кари
Ка́ри Ру́эслоттен (Kari Rueslåtten, родилась 3 октября 1973) — норвежская певица, участвовавшая в дум-металической группе The 3rd and the Mortal, а затем выступавшая сольно.

## История
С 14 лет изучала технику классического вокала, в 16 она организовала первую рок-группу.
В 1993 году Руэслоттен и пятеро её друзей организовали группу The 3rd and the Mortal, игравшую дум-метал. Руэслоттен участвовала в записи двух релизов группы — мини-альбома Sorrow и дебютного полноформатного альбома Tears Laid in Earth. В 1994 год Руэслоттен ушла из коллектива и начала выступать сольно под своим именем.
В 1995 году Руэслоттен участвовала в качестве сессионной вокалистки в записи альбома Nordavind супергруппы Storm вместе с Фенризом из Darkthrone и Сатиром из Satyricon. В том же году появились её первые сольные записи, изданные ограниченным тиражом как Demo Recordings (впоследствии переизданы в конце 1997 года). После выхода Nordavind Руэслоттен заявляла, что не знала, что в окончательный вариант альбома войдут националистические и антихристианские тексты:
В марте 1996 года Кари Руэслоттен заключила контракт с норвежским отделением Sony Music, и в январе следующего года вышли дебютный полноформатный альбом Spindelsinn и одноимённый сингл. Все песни альбома были выдержаны в фолковом стиле и исполнены на норвежском языке. Spindelsinn принёс Руэслоттени несколько номинаций на норвежские музыкальные награды, в том числе за лучший женский вокал. В первые 3 месяца после выпуска альбома было продано более 5000 копий. Песни «I Мånens Favn» и «Spindelsinn» звучали на норвежском радио.
В конце 1997 года Кари Руэслоттен переехала из Тронхейма в Осло, а 5 октября 1998 года вышел новый альбом Mesmerized, на котором преобладали трип-хоп, этнические мотивы и нью-эйдж. После этого Руэслоттен временно прекратила записываться и на несколько лет отправилась в Лондон, чтобы изучать звукозапись и продюсирование. Вернувшись, она подписала контракт со шведским лейблом GMR Music Group, на котором был издан экспериментальный альбом Pilot (2002), ознаменовавший окончательное смещение акцентов в сторону трип-рока. На альбоме использовались как «живые» инструменты, так и разного рода минималистические электронные эффекты и семплы. Альбом «Other People’s Stories» вышел в 2005 году и продолжил линию предыдущего полноформатника.
С конца 2005 года Руэслоттен взяла перерыв, чтобы сфокусироваться на личной жизни. В марте 2007 года у неё родилась дочь Агнес. В 2014 году она выпустила пятый студийный альбом Time to Tell.
Её вокал используется во многих треках норвежского драм-н-бейс дуэта Rawthang.

## Дискография
The 3rd and the Mortal
- Sorrow (1993)
- Tears Laid in Earth (1994)

Storm
- Nordavind (1995)

Сольно
- Demo Recordings (1995)
- Spindelsinn (1997)
- Mesmerized (1998)
- Pilot (2002)
- Other People’s Stories (2005)
- Time to Tell (2014)
- To the North (2015)
- Silence is the only sound (2017)